# HLB値
HLB値（エイチエルビーち、英: Hydrophile-lipophile balance value）は、非イオン性界面活性剤の水と油（水に不溶性の有機化合物）への親和性の度合いを表す値である。親水性親油性バランス（しんすいせいしんゆせいバランス）ともいう。HLB値は0から20までの値をとり、0に近いほど親油性が高く、20に近いほど親水性が高くなる。
エマルションの生成において、界面活性剤（乳化剤）は、エマルションの生成しやすさや安定性、O/W型かW/O型かを決定する重要な因子である。界面活性剤の分子構造によって、親水性・親油性のバランスが変化して吸着性に差が生じるためである。このバランスの概念は、1949年にウィリアム・グリフィン (William Griffin) によって提唱された。グリフィンは、経験則により非イオン性の界面活性剤にHLB値を与え、界面活性剤の選定基準とした。後に、HLB値を界面活性剤の構造により計算する方法がいくつか提案された。本項目では、主な方法を示す。

## グリフィンによる方法
グリフィンは、3つの関係式をそれぞれの化合物に対して与えた。
多価アルコールと脂肪酸のエステル（Span系）に対しては、式(1)で算出できる。
ここで、Sはエステルの鹸化価、Aは脂肪酸の酸価である。
また、分子中にポリオキシエチレン鎖を含む場合（Tween系）に対しては、式(2)で算出できる。
ここで、Eはポリオキシエチレン鎖（酸化エチレン）の重量分率、Pは多価アルコール基の重量分率である。
親水基としてポリオキシエチレン鎖のみを含む場合（Peregal系、Igepal系）に対しては、式(3)で算出できる。

## デイビスによる方法
デイビスは、分子の親水基、親油基の基数によってHLB値を算出する方法（式(4)）を提案した。
ここで、nwは親水基の基数、mは親油基の個数、noは親油基の基数である。主に用いられる基数を表に示す。
| 親水基                   | 基数 |
| ------------------------ | ---- |
| -SO4−Na+                 | 38.7 |
| -COO−K+                  | 21.1 |
| -COO−Na+                 | 19.1 |
| N（四級アミン）          | 9.4  |
| エステル（ソルビタン環） | 6.8  |
| エステル（遊離）         | 2.4  |
| -COOH                    | 2.1  |
| -OH（遊離）              | 1.9  |
| -O-                      | 1.3  |
| -OH（ソルビタン環）      | 0.5  |

| 親油基 | 基数   |
| ------ | ------ |
| =CH-   | -0.475 |
| -CH2-  | -0.475 |
| CH3-   | -0.475 |

## 川上による方法
川上八十太は、分子の親水基、親油基の分子量によって、式(5)に示す実験式でHLB値を算出する方法を示した。
ここで、Mwは親水基の分子量、Moは親油基の分子量である。

## 界面活性剤の性質との関係

HLB値と界面活性剤の性質

HLB値を用いると、分子の界面活性特性を予測でき、界面活性剤の性質や用途をある程度決定できる。
- 1.5–3：消泡剤
- 3.5–6：W/Oエマルションの乳化剤
- 7–9：湿潤剤
- 8–18：O/Wエマルションの乳化剤
- 13–15：洗剤
- 15–18：可溶化剤